# Подводные лодки типа «Триумфан»
Подводные лодки типа «Триумфан» (фр. Triomphant, рус. «Триумфатор») — серия из четырёх французских атомных стратегических подводных лодок построенных в 1989—2009 годах. Являются новым поколением французских ПЛАРБ и заменой первых шести французских стратегических ракетоносцев типа «Редутабль».

## История
Проектирование стратегических подлодок третьего поколения, предназначенных для замены стареющих лодок типа «Редутабль», было начато в 1982 году. В 1986 году была утверждена программа развития МСЯС (Морских Стратегических Ядерных Сил) на 1987—2010 годы, согласно которой предполагалось построить шесть подлодок нового класса «Триумфан».
Исследовательские работы, предшествовавшие началу проектирования новой ПЛАРБ, вели сразу семь групп, координировала работу которых специально созданная ещё в 1962 году для создания первого поколения французских стратегических подводных лодок типа «Редутабль» межотраслевая организация COELACANTHE. Средствами наблюдения лодки занималась группа GERDSM (Groupe d’Etudes et de Recherche de Detection Sous-Marine), акустической скрытностью корабля занималась группа CERDAN (Centre d’Etudes et de Recherches pour la Discretion Acoustique des Navires), системами вооружения и проведением испытательных пусков ракет занималась группа GETDL (Groupe d’Etudes Tubes et Direction de Lancement), средства связи разрабатывала группа CERTEL (Centre d’Etudes et de Recherches en Telecommunication), автоматическую систему боевого управления (АСБУ) и информационное обеспечение разрабатывала группа САРСА (Centre d’Analyse de systemes de Programmation et de Calcul), и, наконец, вопросами ПВО, а также проектированием общекорабельных систем, в том числе системой восполнения воздуха и средствами освоения океана, занималась группа CESDA (Centre d’Etudes et d’experimentation des Systemes de Defense Aetienne). Подобная организация исследовательских работ была необходима ввиду сложности поставленной перед проектировщиками задачи.
Все новые лодки должны были быть вооружены разрабатываемыми в то же время ракетами М5. Первая лодка должна была быть введена в строй в 1991 году. Её сначала должны были вооружить ракетами М4, для того чтобы не увязывать постройку с разработкой системы М5. Замену ракетного вооружения, по установившейся французской практике, планировалось провести в ходе первого капитального ремонта.
Распад СССР в значительной мере повлиял на программу развития МСЯС. Количество планируемых к постройке ПЛАРБ сократилось с шести до четырёх единиц. Кроме того, из-за задержек при разработке системы М5 было решено оснащать построенные лодки ракетами М45. Ракета М45 являлась глубокой модернизацией ракеты М4. В результате модернизации дальность стрельбы была доведена до 5300 км. Кроме того, была установлена головная часть TN-75 с 6-ю боеголовками индивидуального наведения (РГЧ ИН).
По массогабаритным показателям ракета М5 практически идентична системе Трайдент II (D5). Этим объясняется малое различие в конструкции и размерах корпуса между кораблями типа «Триумфан» и американскими ПЛАРБ типа «Огайо» (например, диаметр корпуса лодок типа «Триумфан» лишь на 31 мм меньше диаметра корпуса «Огайо»).

### Направление разработки ПЛАРБ
При разработке корабля типа «Триумфан» ставились две первоочередные задачи: во-первых, обеспечение высокого уровня скрытности, и во-вторых, способность раннего обнаружения средств противолодочной обороны (ПЛО) противника, что позволило бы раньше начать манёвр уклонения от контакта.
Для решения первой задачи были проведены многочисленные исследования на предмет вероятности обнаружения лодки при помощи различных средств обнаружения, таких как гидроакустический и оптический поиск, радиолокация, инфракрасное видение, магнитометр и лазерные приборы обнаружения кильватерного следа. В качестве вероятных носителей этих средств рассматривались надводные корабли, подводные лодки, самолёты, вертолёты и искусственные спутники Земли. В итоге было выяснено, что основным обнаруживающим фактором является акустическое поле лодки и, следовательно, первоочередной задачей для проектировщиков должно являться снижение уровня шумности ПЛАРБ.
Исходя из общего влияния на шумность, первоочередное внимание было уделено главной энергетической установке (ГЭУ) судна. Также как и на всех других французских АПЛ, ракетоносцы типа «Триумфан» были оснащены водо-водяным реактором (ВВР), получившим обозначение К-15. Любопытной особенностью этого реактора является естественная циркуляция теплоносителя в первом контуре. Достоинствами такого подхода являлись не только сниженная шумность паро-производящей установки (ППУ) (за счёт отказа от центробежного насоса первого контура (ЦНПК)), но и повышенная надёжность работы реактора (похожая схема была осуществлена и на ПЛАРБ типа «Огайо»). В этой установке парогенераторы размещены непосредственно в активной зоне реактора и составляют единый узел с корпусом реактора. Это стало большим конструктивным достижением французских инженеров, благодаря которому реактор стал сравнительно компактным. Такая же ППУ была установлена на авианосце «Шарль де Голль».
Следующим, на что было обращено внимание, являлась паротурбинная установка (ПТУ). Она была спроектирована в блочном исполнении и включала в себя два автономных турбогенератора (АТГ), каждый из которых имеет свой конденсатор. Оба они установлены на единую амортизационную платформу, благодаря чему сокращается количество так называемых звуковых мостиков, благодаря которым вибрация и шум установки передаются на прочный корпус лодки. Оба АТГ работают на малооборотный гребной электродвигатель. Уменьшение оборотов двигателя, благодаря исключению кавитации винта, также помогает снизить уровень шумности. Кроме того, традиционный малошумный винт фиксированного шага был заменён на водомётный движитель. Кроме увеличения КПД, этот движитель снижает «винтовую» составляющую шума. Направляющая насадка движителя играет роль акустического экрана, препятствующего распространению звука, издаваемого винтом.
Для снижения гидродинамического шума лодки носовой оконечности придали эллиптические, а не штевневые, обводы. Для этого же были изменены обводы ракетного банкета и ограждения выдвижных устройств. Эта форма корпуса была отработана на пятой лодке типа Рюби — Amethyste (S 605).
Носовые горизонтальные рули были также подняты к верхнему срезу ограждения, что увеличило их эффективность.
Кормовое оперение было также значительно усовершенствовано. На концах горизонтальных стабилизаторов были смонтированы планшайбы, аналогичные смонтированным на американских АПЛ типов «Стёджен», «Лос-Анджелес» и «Огайо». Перо вертикального руля было выполнено изолированным, а не расположенным за стабилизатором, как это было на всех предыдущих французских АПЛ.
Кроме того, для обеспечения более высокой скрытности была увеличена оперативная глубина погружения корабля до 380 метров. Это стало возможным благодаря использованию новой марки стали 100 HLES с пределом текучести до 1000 МПа. Кроме того, было увеличено расстояние между ракетными шахтами, сосредоточенными в двух разных группах, разделённых между собой отсеком с постами управления ракетным оружием и вспомогательными механизмами. Такая схема была применена исключительно на ПЛАРБ типа «Триумфан».
Для решения второй задачи — способности раннего обнаружения средств ПЛО — было решено оснастить ПЛАРБ наиболее совершенным гидроакустическим вооружением. Это была первая французская подводная лодка, оснащённая полноценным гидроакустическим комплексом (ГАК). В состав комплекса входят основная носовая сферическая антенна большого диаметра, две бортовые протяжённые конформные антенны (DUUX 5), станция обнаружения гидролокационных сигналов, гибкая протяжённая буксируемая антенна (DSUV 62), система контроля собственных шумов (QSUA-A) состоящая из примерно 40 датчиков-гидрофонов и акселерометров. Помимо этого, корабль был оснащён множеством оптических и радиоэлектронных средств наблюдения за окружающей обстановкой. Данные от этих средств, также как и от ГАК, поступают и обрабатываются в автоматическую систему боевого управления (АСБУ).
Шумы, которые оказалось невозможным предотвратить, заглушаются при помощи специальных шумовиброизолирующих пластин из резино-каучука или упругих полимеров. Гидродинамическая оптимизация формы лодки, снижение шума при работе внутренних механизмов и выдвижных наружных устройств, замена подшипников качения подшипниками скольжения в ряде устройств привело к снижению уровня шума в два раза по сравнению с «Le Redoutable» и ниже уровня шума американских лодок «Огайо»

## Конструкция

### Корпус
Лодка обладает однокорпусной конструкцией с хорошо обтекаемыми обводами корпуса и ракетного банкета (надстройки). Прочный корпус на большой своей части выполнен в форме цилиндра, а в оконечностях — в форме эллиптических усечённых конусов. Оконечности завершаются торосферическими прочными переборками относительно небольшого диаметра. Прочный корпус делится сферическими переборками на четыре отсека-зоны, что является уникальным в современном судостроении. В носовом отсеке размещены ракетно-торпедное вооружение, центральный пост с боевыми постами и аппаратурой радиотехнического вооружения (РТВ), и жилые помещения экипажа. Во втором отсеке расположено ракетное вооружение в шахтах, расположенных в двух эшелонах, которые разделены боевыми постами системой управления ракетной стрельбой (СУРС) и вспомогательными механизмами. В третьем отсеке находится паропроизводящая установка (ППУ) и реактор. В четвёртом отсеке расположены паротурбинная установка (ПТУ), два автономных турбогенератора (АТГ) и гребной электродвигатель (ГЭД) на линии вала с приводом на движитель.
Диаметр прочного корпуса увеличен до 12,5 метров в связи с возросшими габаритами ракет M5 по сравнению с М4. Шахты ракет выступают из прочного корпуса, но находятся в пределах лёгкого корпуса.
Лодка имеет две группы цистерн главного балласта (ЦГБ) — носовую и кормовую — в проницаемых оконечностях. На носу расположено подруливающее устройство, улучшающее манёвренность. Четыре торпедных аппарата (ТА) вварены в носовую торосферическую прочную переборку симметрично относительно оси вращения и под углом к диаметральной плоскости корабля. Протяжённая носовая оконечность позволила разместить основную сферическую антенну гидроакустического комплекса на большом удалении от прочного корпуса, что обеспечило ей благоприятные условия работы. Этому также помогает специальный экран с пилонами, на котором и смонтирована антенна. Обтекатель антенны выполнен из армированного стеклопластика.
Кормовая оконечность заканчивается крестообразно расположенным оперением и движителем типа Pump-Jet. На концах горизонтальных стабилизаторов находятся планшайбы. Перо вертикального руля не расположено за стабилизатором, как на всех остальных французских АПЛ, а выполнено изолированным.
Силуэт корпуса ПЛАРБ типа «Триумфан» очень похож на силуэт ПЛАТ типа «Рюби», так как ракетный банкет, несмотря на большую высоту, очень плавно сопряжён с оконечностями. Для снижения гидролокационной заметности корпус лодки снаружи покрыт специальным покрытием.

### Силовая установка
Питание лодки осуществляет один Водо-водяной реактор (ВВР) K-15 тепловой мощностью 150 МВт, с естественной циркуляцией теплоносителя в первом контуре. Реакторы этого типа работают на слабообогащённом уране (7-20 %, для сравнения, в американских реакторах степень обогащения достигает 95 %), что приводит к увеличению в несколько раз объёма ядерного топлива и к снижению срока службы ТВЭЛов до 5 лет. Эти недостатки компенсируются сравнительной дешевизной такого атомного топлива, и предусмотренными раз в 5 лет ремонтами лодок с заменой ТВЭЛов и усовершенствованием электронного оборудования.
Парогенераторы смонтированы в активной зоной (АЗ) и составляет единый узел с корпусом реактора. Блочная паротурбинная установка (ПТУ) включает в себя два автономных турбогенератора (АТГ). Каждый из турбогенераторов имеет свой конденсатор; они расположены на единой амортизированной платформе рядом друг с другом. АТГ обеспечивают питанием малооборотный гребной электродвигатель (ГЭД) на линии вала. ГЭД также может получать питание от двух дизель-генераторов (ДГ) или аккумуляторной батареи (АБ), являющейся аварийным источником питания. В качестве резервного движителя используется выдвижное подруливающее устройство (ВПУ), расположенное в выгородке носовой проницаемой оконечности корабля.

## Вооружение

БРПЛ М45 в корпусе «Le Redoutable» (слева) и «Le Triomphant» (справа). Рядом показана перспективная ракета M51

Основным вооружением являются 16 баллистических ракет М45 на первых трёх лодках и 16 ракет М51.1 на последней — четвёртой лодке Le Terrible (S 619), введённой в строй в ноябре 2010 года. Благодаря новой ракете, дальность поражения была увеличена до 9000 км. Новая ракета несёт головную часть TN-75 с шестью боевыми блоками мощностью 100 кТ каждый.
В настоящее время принято решение о переоснащении ракетами типа M51.2, с новой, более мощной головной частью TNO (Tete Nucleaire Oceanique), первых трёх лодок. Работы должны проводиться во время капитального ремонта. Первой лодкой, переоснащённой новой ракетой, должна стать Le Vigilant (S 618) — третья лодка серии, которая должна стать на капитальный ремонт в 2015 году.
Торпедное вооружение состоит из четырёх носовых торпедных аппаратов калибра 533 мм с боезапасом из 10 торпед ECAN L5 Mod.3 и 8 крылатых ракет Exocet SM39, запускаемых из торпедного аппарата.
Гидроакустический комплекс DMUX-80, установленный на «Le Triomphant» включает:
- ГАС DUUX-5 с шестью бортовыми антеннами,
- низкочастотная шумопеленгующая станция DSUV-62 с гибкой протяжённой буксируемой антенной длиной 100 м и диаметром 10 см,
- станция гидроакустической разведки DMUX-33,
- радиолокационная станция DRUA-33 для наблюдения за воздушным пространством,
- комплекс радиоэлектронного противодействия ARUR-13 в составе станций DR-4000U и DR-3000U.

## Строительство
Конструктивные особенности новой подлодки потребовали модернизации верфи ВМС в Шербуре, где и были построены все четыре стратегических ракетоносца. Программе модернизации, которая по сути заключалась в переходе верфи от метода постройки ПЛАРБ на наклонном стапеле и продольного динамического спуска к методу горизонтальной постройки и вертикального спуска, было дано название CAIMAN (Construction d’Ateliers et d’lnfrastuctures pour la composante Marine de L’Arme Nucleaire). К тому времени на горизонтальную постройку и вертикальный спуск перешли СССР (СМП в Северодвинске), затем США (верфи отделения Electric Boat Div. в Гротоне), и Великобритания (верфи компании Vickers Shipbuilding and Engineering Ltd. в Барроу-ин-Фёрнесс). Программа CAIMAN была условно разделена на три этапа. Первый этап включал в себя постройку нового корпусного цеха, второй этап — постройку стапельного цеха, и третий — устройство вертикального спуска корабля.
Однако верфь в Шербуре имеет и свои особенности. Так, перемещение корпусных секций лодки внутри стапельного цеха, а также её полностью сформированного корпуса от стапельного цеха к спусковому комплексу осуществляется при помощи специальной транспортной системы. Система представляет собой несколько так называемых единых блоков. Каждый блок состоит из опорной и движительной частей. Опорная часть — это кильблоки, на которых и лежит корпус корабля. Движительная часть — это четыре гидравлическо-механические лапы, которые предназначены не только для горизонтального перемещения секций (или всего корпуса) корабля, но также и для вертикального перемещения кильблоков, на которых и расположены секции корпуса лодки. Благодаря такой системе секции корпуса лодки, расположенные на едином блоке (массой до 400 тонн), могут разворачиваться на одном месте на 360 градусов и позиционироваться с большой точностью, что позволяет использовать автоматическое сварочное оборудование. Кроме того, такое устройство транспортной системы позволило значительно сократить площадь стапельного цеха и привело в конечном счёте к значительному сокращению расходов на строительстве ПЛАРБ. По разным оценкам, применение системы привело к 30-40 % экономии по сравнению с использованием рельсового пути и трансбордеров. Ещё одним преимуществом такой системы являлась возможность отделения лап от кильблоков, если не было необходимости перемещать данную секцию корпуса, и использовать освободившиеся лапы для транспортировки другой секции. Для формирования всего корпуса лодки Le Triomphant потребовалось 18 единых блоков. Они были установлены с интервалом пять метров и управлялись с единого центрального пульта. В случае отклонения движения любого из блоков от предварительно заданных параметров, вся система автоматически останавливается, что гарантирует безопасность транспортируемой лодки или отдельных секций корпуса корабля. Скорость перемещения очень мала — всего 0,75 м/мин. Например, транспортировка Le Triomphant со стапельного цеха на спусковую платформу заняла около пяти часов.

## Представители
| Название      | Тактический номер | Закладка        | Спуск на воду                    | Ввод в строй     | Статус                |
| ------------- | ----------------- | --------------- | -------------------------------- | ---------------- | --------------------- |
| Le Triomphant | S 616             | 9 июня 1986     | 26 марта 1994                    | 21 марта 1997    | в составе ВМС Франции |
| Le Téméraire  | S 617             | 18 декабря 1993 | 21 января 1998                   | 23 декабря 1999  | в составе ВМС Франции |
| Le Vigilant   | S 618             | январь 1996     | 19 сентября 2003                 | 26 ноября 2004   | в составе ВМС Франции |
| Le Terrible   | S 619             | 24 октября 2000 | 21 марта 2008 (выведена из цеха) | 20 сентября 2010 | в составе ВМС Франции |

## Современный статус
Все лодки проекта находятся в строю. Ведётся проектирование третьего поколения стратегических подводных лодок Франции, в связи с чем замена лодок типа «Триумфан» начнётся примерно к 2035 году.

## Сравнительная оценка
Гидроакустический комплекс DMUX-80 оценивается специалистами как в 10 раз более эффективный по сравнению с установленным на «Le Redoutable».
|                                         | 941 «Акула»     | «Огайо»         | 667БДРМ «Дельфин» | «Вэнгард»       | «Триумфан»      | 955 «Борей»      |
| --------------------------------------- | --------------- | --------------- | ----------------- | --------------- | --------------- | ---------------- |
| Внешний вид                             |                 |                 |                   |                 |                 |                  |
| Годы постройки                          | 1976—1989       | 1976—1997       | 1981—1992         | 1986—2001       | 1989—2009       | 1996—2031 (план) |
| Годы службы                             | 1981—2013       | 1981—н.в.       | 1984—н.в.         | 1993—н.в.       | 1997—н.в.       | 2013—н.в.        |
| Построено                               | 6               | 18              | 7                 | 4               | 4               | 8                |
| Водоизмещение (т) надводное / подводное | 23 200 / 48 000 | 16 746 / 18 750 | 11 740 / 18 200   | 15 130 / 15 900 | 12 640 / 14 335 | 14 720 / 24 000  |
| Число ракет                             | 20 Р-39         | 24 Трайдент II  | 16 Р-29РМУ2       | 16 Трайдент II  | 16 М51.2        | 16 «Булава»      |
| Забрасываемый вес (кг)                  | 2550            | 2800 — ?        | 2800 — ?          | 2800 — ?        | ?               | 1150             |
| дальность (км)                          | 9300            | 7400 — 11300    | 8300 — 11547      | 7400 — 11300    | 10000           | 9300             |